# 강원특별자치도장애인체육회
강원특별자치도장애인체육회(江原江原特別自治道障碍人體育會)는 강원특별자치도의 장애인 스포츠를 관할하는 스포츠 단체이다.

## 같이 보기
- 강원특별자치도체육회
- 대한장애인체육회